# Tái Duệ
Tái Duệ (chữ Hán: 載銳; 20 tháng 2 năm 1805 - 22 tháng 5 năm 1859), Ái Tân Giác La, là một Tông thất của nhà Thanh trong lịch sử Trung Quốc.

## Cuộc đời
Tái Duệ sinh vào giờ Thìn, ngày 21 tháng giêng (âm lịch) năm Gia Khánh thứ 10 (1805), trong gia tộc Ái Tân Giác La. Ông là con trai trưởng của Thành Quận vương Dịch Thụ (奕綬) - trưởng tôn của Thành Triết Thân vương Vĩnh Tinh, mẹ ông là Đích Phúc tấn Qua Nhĩ Giai thị (瓜爾佳氏).
Năm Gia Khánh thứ 18 (1813), tháng 2, ông được phong làm Trấn quốc Tướng quân (鎮國將軍).
Năm thứ 25 (1820), tháng 10, tổ phụ Miên Cần qua đời, ông được tập phong Bối lặc (貝勒).
Năm Đạo Quang thứ 2 (1822), tháng 6, ông thụ chức Tán trật đại thần.
Năm thứ 3 (1823), tằng tổ phụ Vĩnh Tinh qua đời, ông được tập tước Thành Thân vương (成親王) đời thứ 4, nhưng Thành vương phủ không phải thừa kế võng thế, nên ông chỉ được phong làm Thành Quận vương (成郡王). Khi đó, phụ thân cùng tổ phụ ông đều được truy phong làm Thành Quận vương.
Năm thứ 21 (1841), tháng 11, quản lý sự vụ Chính Lam kỳ Giác La học (正藍旗覺羅學).
Năm thứ 26 (1846), tháng giêng, thụ Đô thống Mông Cổ Chính Hồng kỳ.
Năm Hàm Phong thứ 2 (1852), tháng 9, thụ chức Nội đại thần (內大臣).
Năm thứ 3 (1853), tháng 9, quản lý sự vụ Kiện duệ doanh (健銳營).
Năm thứ 9 (1859), ngày 20 tháng 4 (âm lịch), giờ Thân, ông qua đời, thọ 54 tuổi, được truy thụy Thành Cung Quận vương (成恭郡王).

## Gia quyến

### Thê thiếp

#### Đích Phúc tấn
- Ngạc Tế thị (鄂濟氏), con gái của Viên ngoại lang Trác Nhĩ Lang A (扎爾杭阿).

#### Trắc Phúc tấn
- Đồng Giai thị (佟佳氏), con gái của Tát Khắc Đương A (薩克當阿).
- Quách Giai thị (郭佳氏), con gái của Bát phẩm quan Khánh Sơn (慶山).

#### Thứ Phúc tấn
- Ngụy thị (魏氏), con gái của Hỉ Thụy (喜瑞).
- Lương thị (梁氏), con gái của Lương Phúc Lộc (梁福祿).
- Triệu thị (趙氏), con gái của Khánh Phúc (慶福).
- Vương thị (王氏), con gái của Vương Tam Bảo (王三保).
- Dương thị (楊氏), con gái của Dương Phúc (楊福).
- Trần thị (陳氏), con gái của Ngũ Vân Châu (五雲珠).
- Lưu thị (劉氏), con gái của Phúc Thông A (福通阿).
- Trịnh thị (鄭氏), con gái của Trịnh Phúc (鄭福).

### Hậu duệ

#### Con trai
1. Phổ Trang (溥莊; 1830 - 1872), mẹ là Trắc Phúc tấn Quách Giai thị. Năm 1859 được tập tước Thành Thân vương (成親王) và được phong Bối lặc (貝勒). Có ba con trai.
2. Phổ Anh (溥英; 1831 - 1832), mẹ là Thứ Phúc tấn Ngụy thị. Chết yểu.
3. Phổ Hoa (溥華; 1831 - 1832), mẹ là Trắc Phúc tấn Quách Giai thị. Chết yểu.
4. Phổ Lan (溥蘭; 1833 - 1879), mẹ là Trắc Phúc tấn Quách Giai thị. Được phong làm Tam đẳng Trấn quốc Tướng quân (三等鎮國將軍). Có ba con trai.
5. Phổ Úy (溥蔚; 1834 - 1901), mẹ là Thứ Phúc tấn Ngụy thị. Được phong làm Phụng quốc Tướng quân (奉國將軍) kiêm Phó Đô thống (副都統). Có một con trai.
6. Phổ Uẩn (溥蘊; 1837 - 1864), mẹ là Trắc Phúc tấn Quách Giai thị. Được truy phong làm Trấn quốc Tướng quân (鎮國將軍). Có một con trai.
7. Phổ Trăn (溥蓁; 1839 - 1864), mẹ là Trắc Phúc tấn Quách Giai thị. Có một con trai.
8. Phổ Tùng (溥菘; 1840 - 1841), mẹ là Thứ Phúc tấn Triệu thị. Chết yểu.
9. Phổ Chất (溥芾; 1841 - 1844), mẹ là Thứ Phúc tấn Lưu thị. Chết yểu.
10. Phổ Dung (溥蓉; 1842 - 1847), mẹ là Thứ Phúc tấn Trần thị. Chết yểu.
11. Phổ Nhân (溥茵; 1844 - 1844), mẹ là Thứ Phúc tấn Dương thị. Chết yểu.
12. Phổ Bảo (溥葆; 1849 - 1889), mẹ là Thứ Phúc tấn Lương thị. Được phong làm Tam đẳng Trấn quốc Tướng quân (三等鎮國將軍). Có hai con trai.
13. Phổ Cúc (溥菊; 1849 - 1884), mẹ là Thứ Phúc tấn Triệu thị. Được phong làm Phụng quốc Tướng quân (奉國將軍). Có hai con trai.
14. Phổ Hoành (溥蘅; 1853 - 1901), mẹ là Thứ Phúc tấn Trịnh thị. Được phong làm Tam đẳng Phụng quốc Tướng quân (三等奉國將軍). Có ba con trai.